# Nassiet
Nassiet je naselje in občina v francoskem departmaju Landes regije Akvitanije. Naselje je leta 2009 imelo 327 prebivalcev.

## Geografija
Kraj leži v pokrajini Gaskonji ob reki Luy de France, 37 km jugovzhodno od Daxa.

## Uprava
Občina Nassiet skupaj s sosednjimi občinami Amou, Argelos, Arsague, Bassercles, Bastennes, Beyries, Bonnegarde, Brassempouy, Castaignos-Souslens, Castelnau-Chalosse, Castel-Sarrazin, Donzacq, Gaujacq, Marpaps in Pomarez sestavlja kanton Amou s sedežem v Amouju. Kanton je sestavni del okrožja Dax.

## Zanimivosti
- cerkev sv. Agate;